# Georgenschwaigstraße
Die Georgenschwaigstraße ist eine Innerortsstraße in München-Milbertshofen. Sie führt in West-Ost-Richtung von der Schleißheimer Straße, die Nietzschestraße querend, über die Knorrstraße zur Ricarda-Huch-Straße.

## Beschreibung
Die Georgenschwaigstraße wurde 1913 nach der alten Siedlung St. Georgenschwaige benannt, der auch das Freibad Georgenschwaige den Namen verdankt. Sie hat eine Länge von etwa 575 m.
An ihr liegt der Vasenbrunnen am Jürgen-von-Hollander-Platz, geschaffen 1991 von Marie Eugenie Hinrichs, sowie die Baudenkmäler Georgenschwaigstraße 15, 17, 23, 25, 28, 31 und 42, siehe auch: Liste der Baudenkmäler in Milbertshofen.

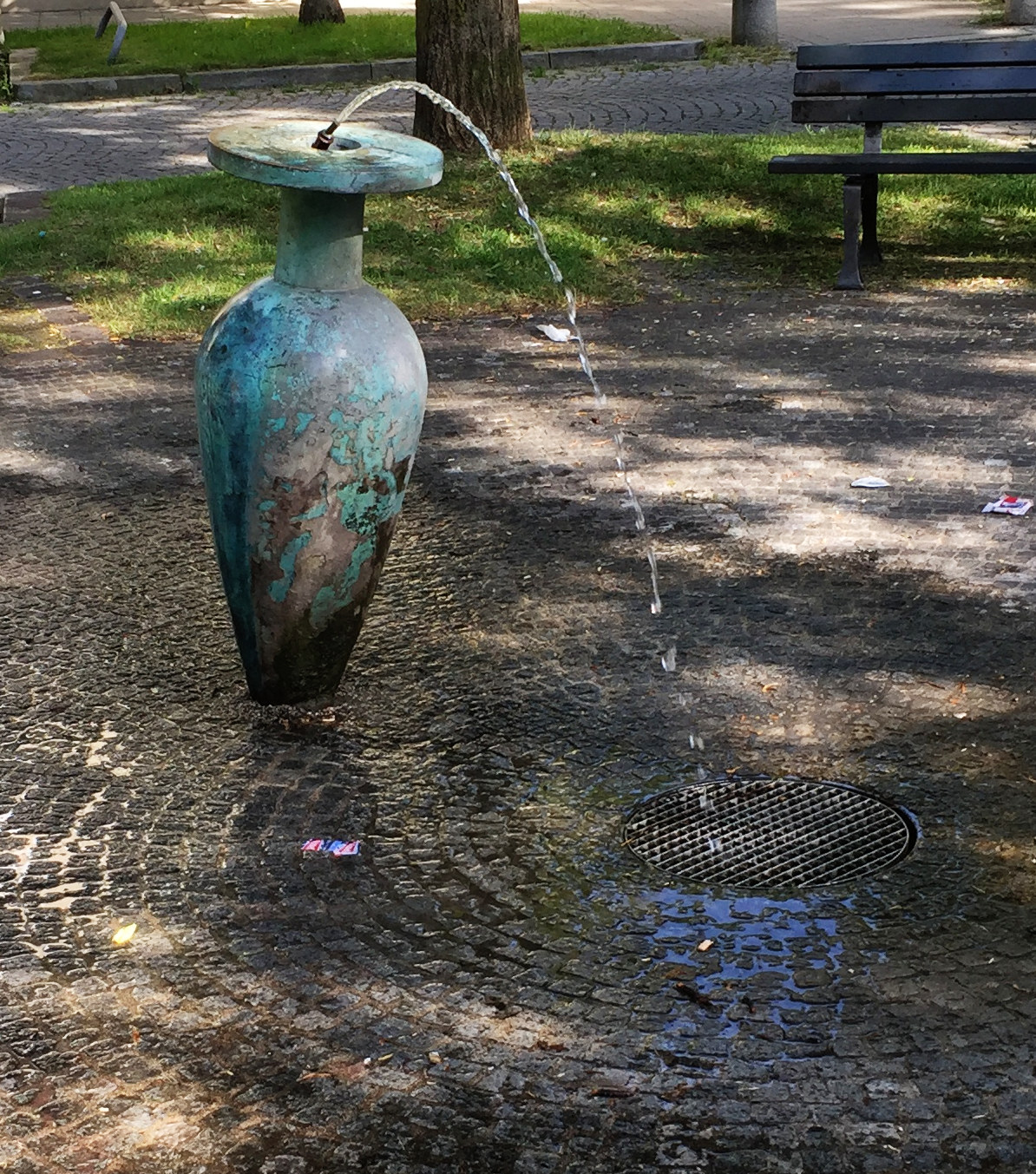
Vasenbrunnen
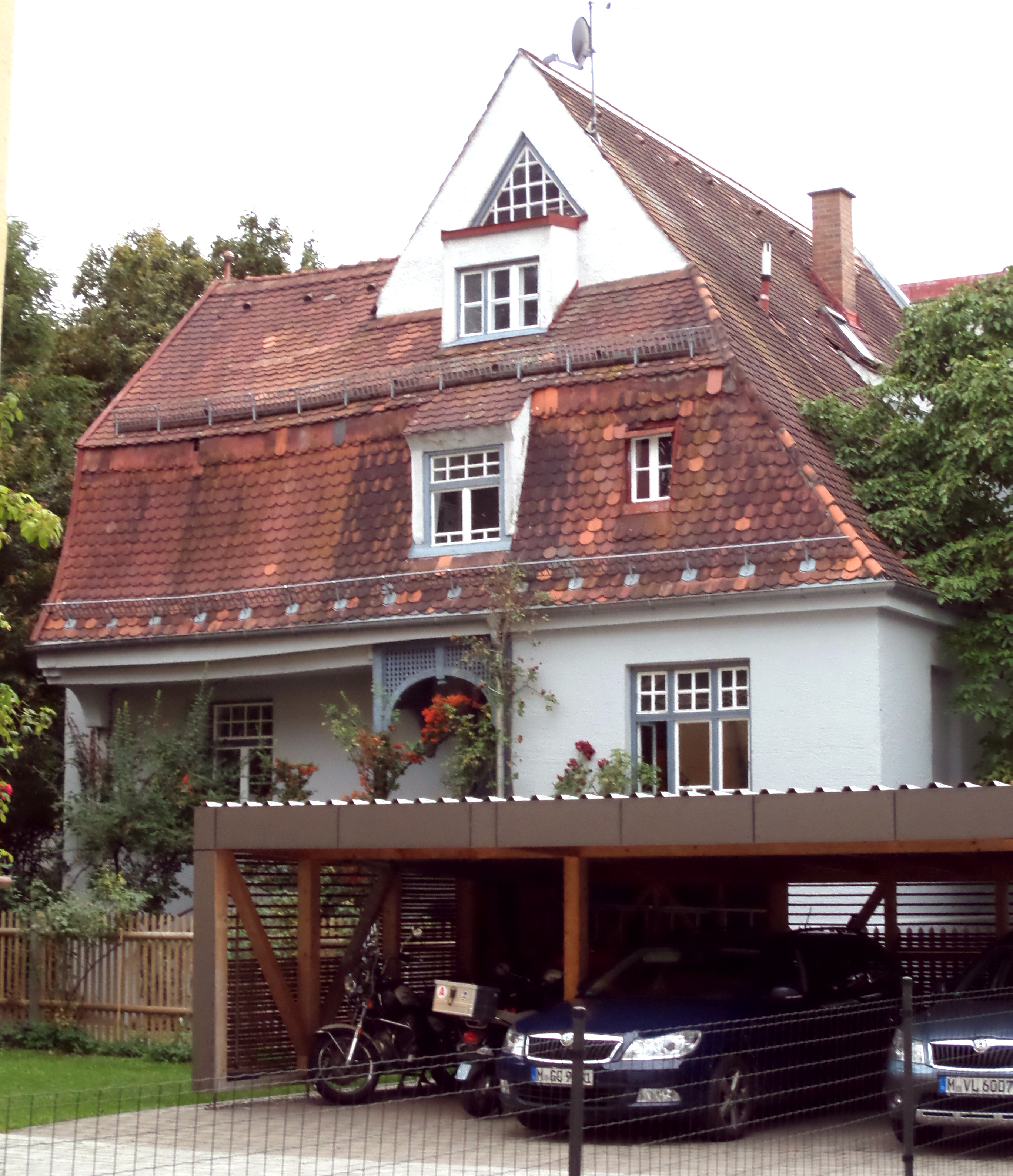
Nr. 15
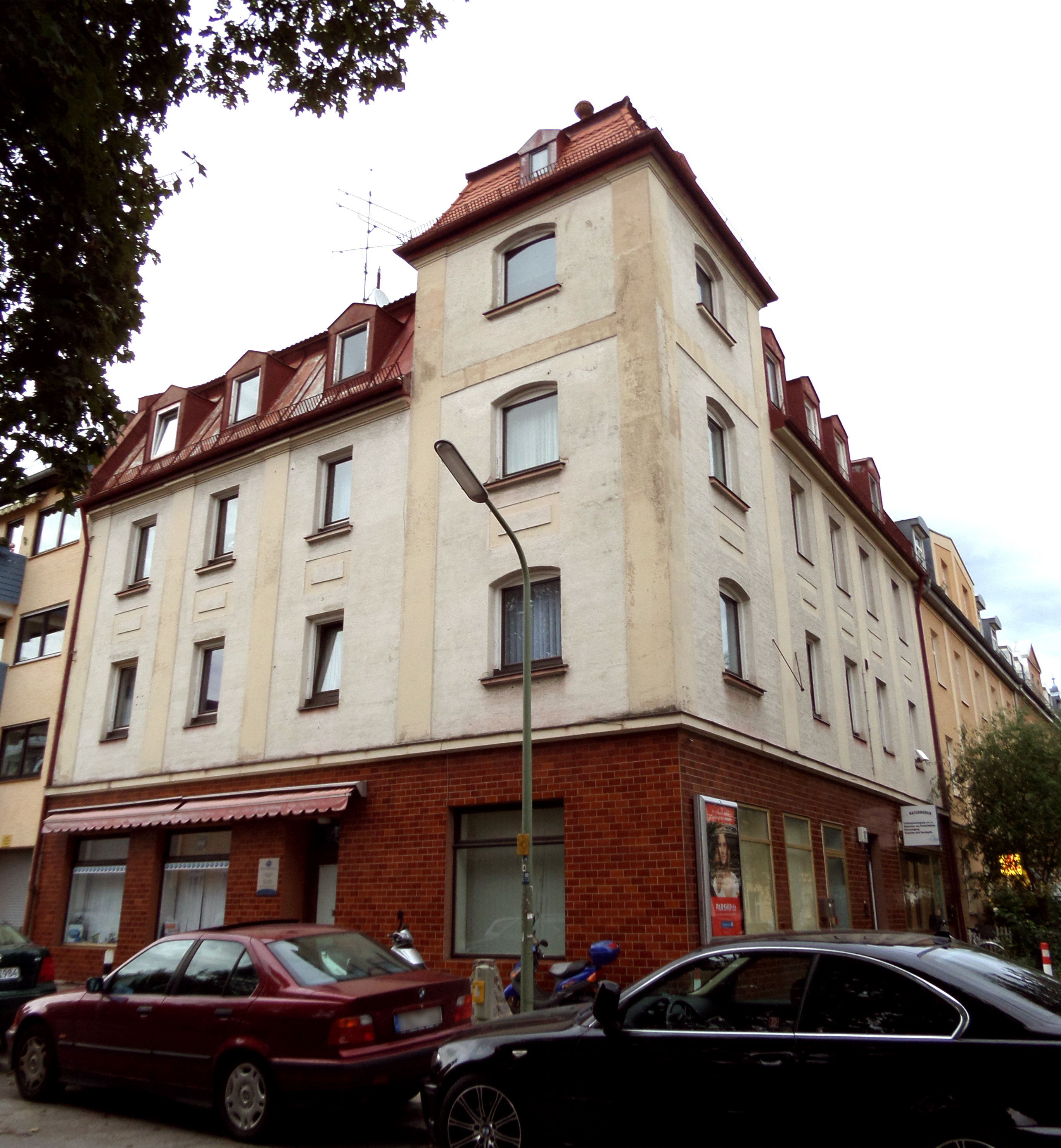
Nr. 17
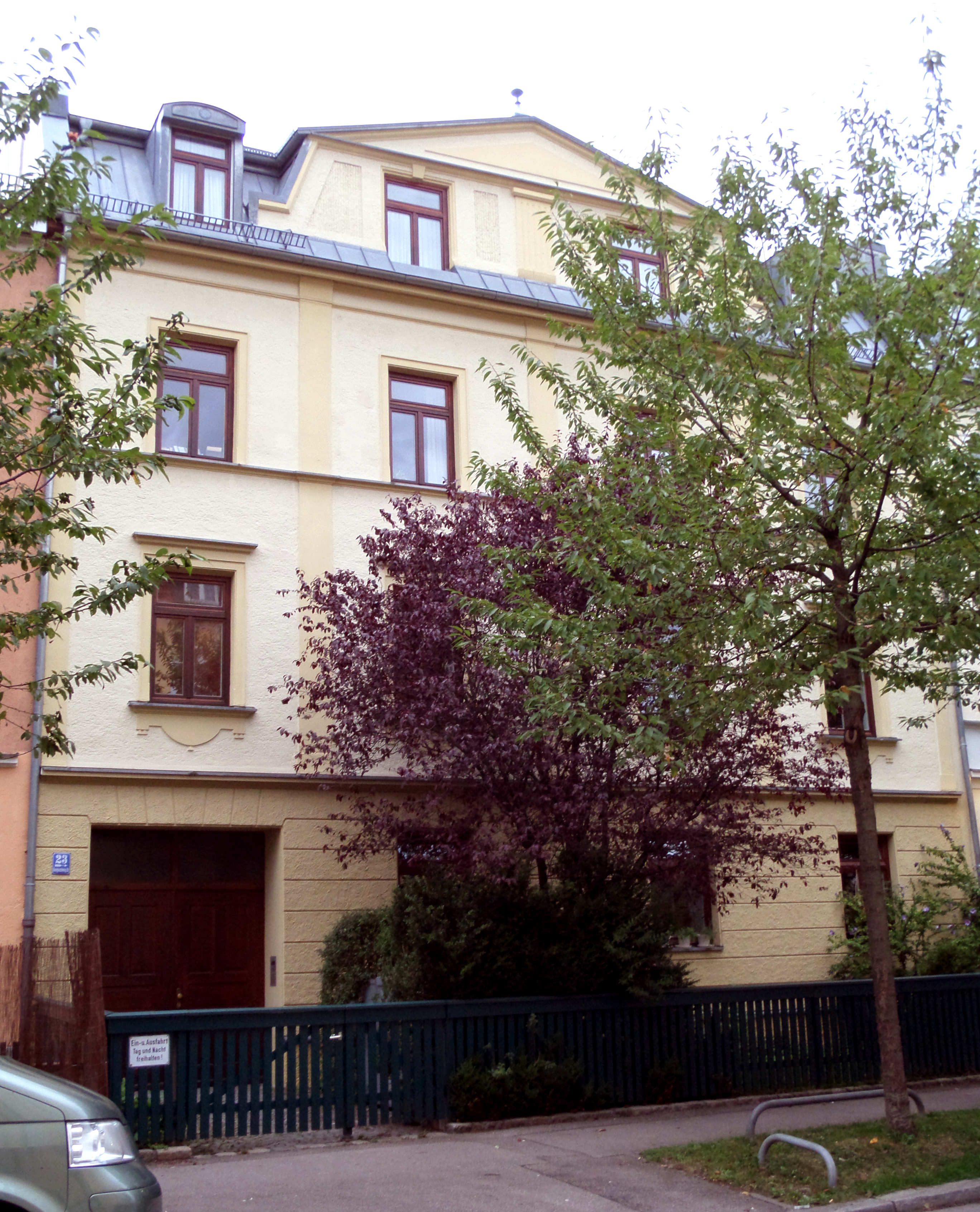
Nr. 23
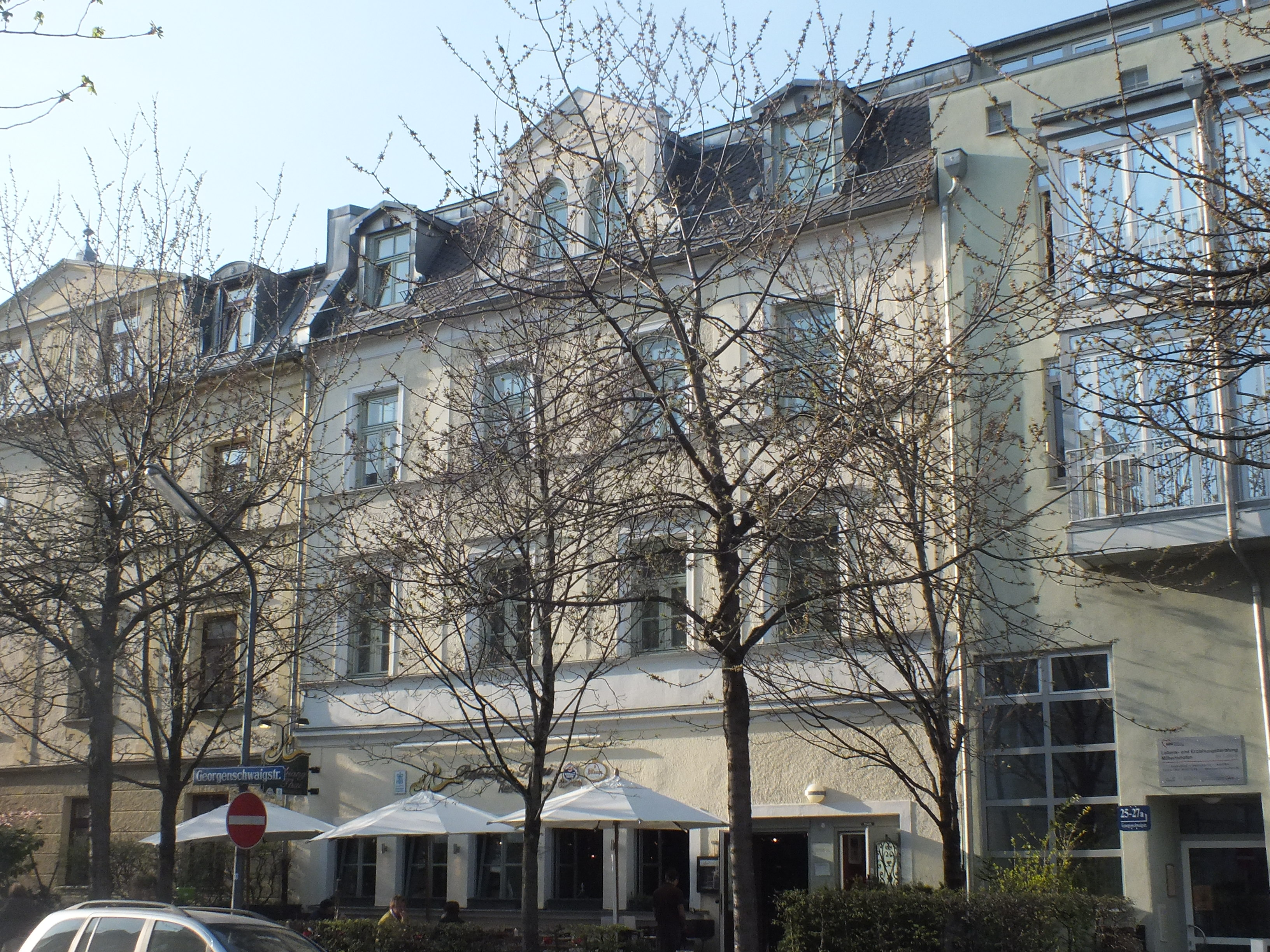
Nr. 25
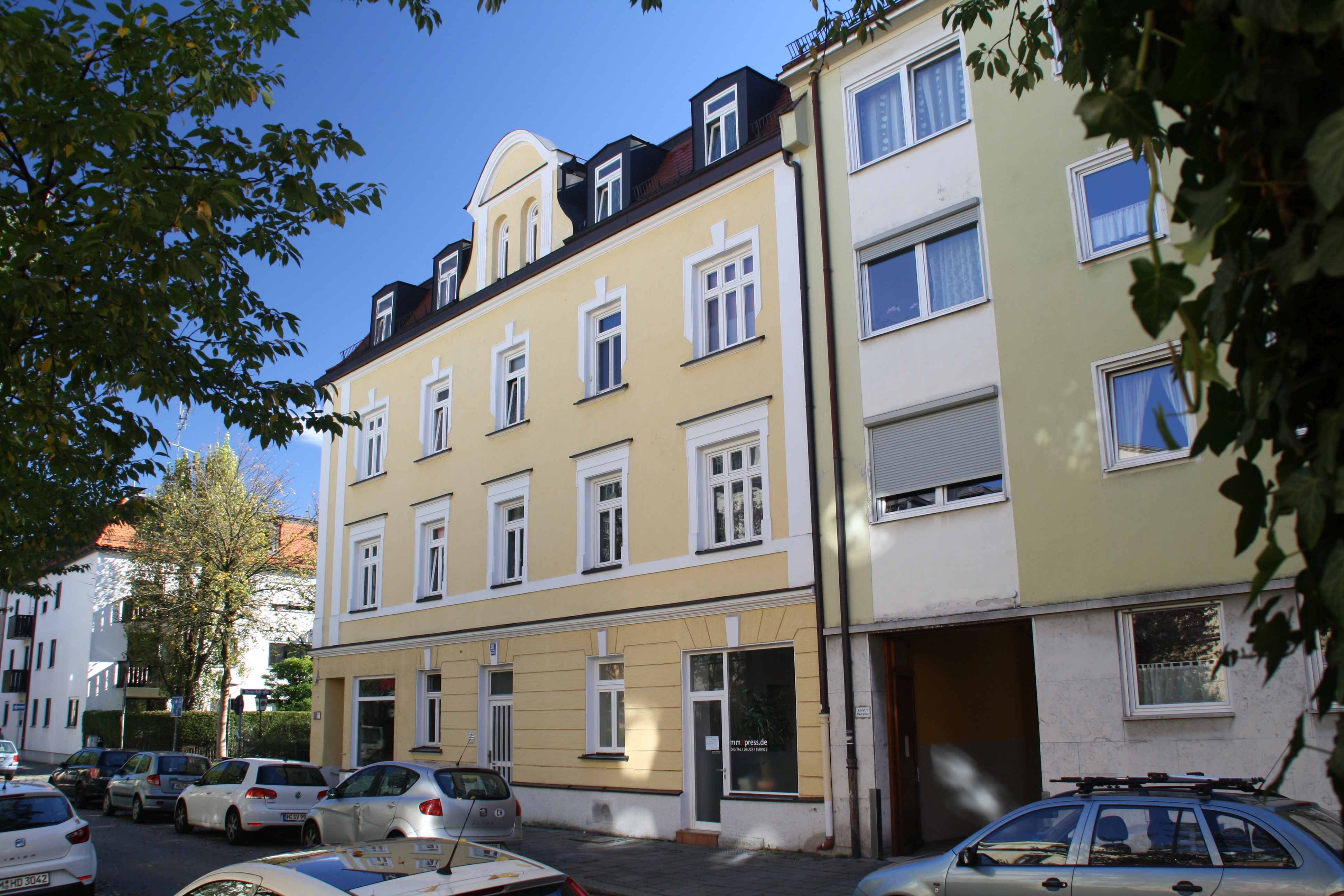
Nr. 28
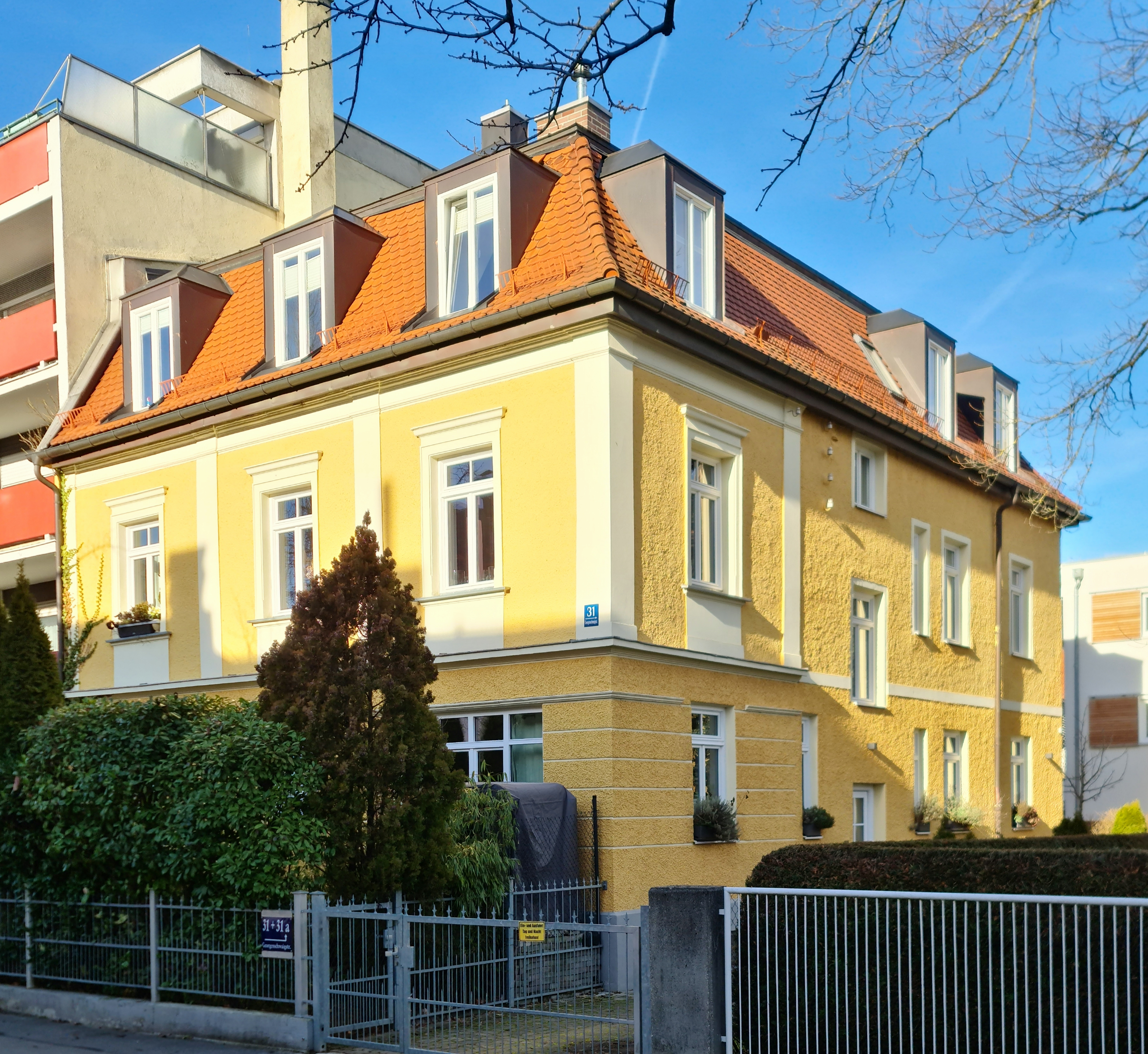
Nr. 31
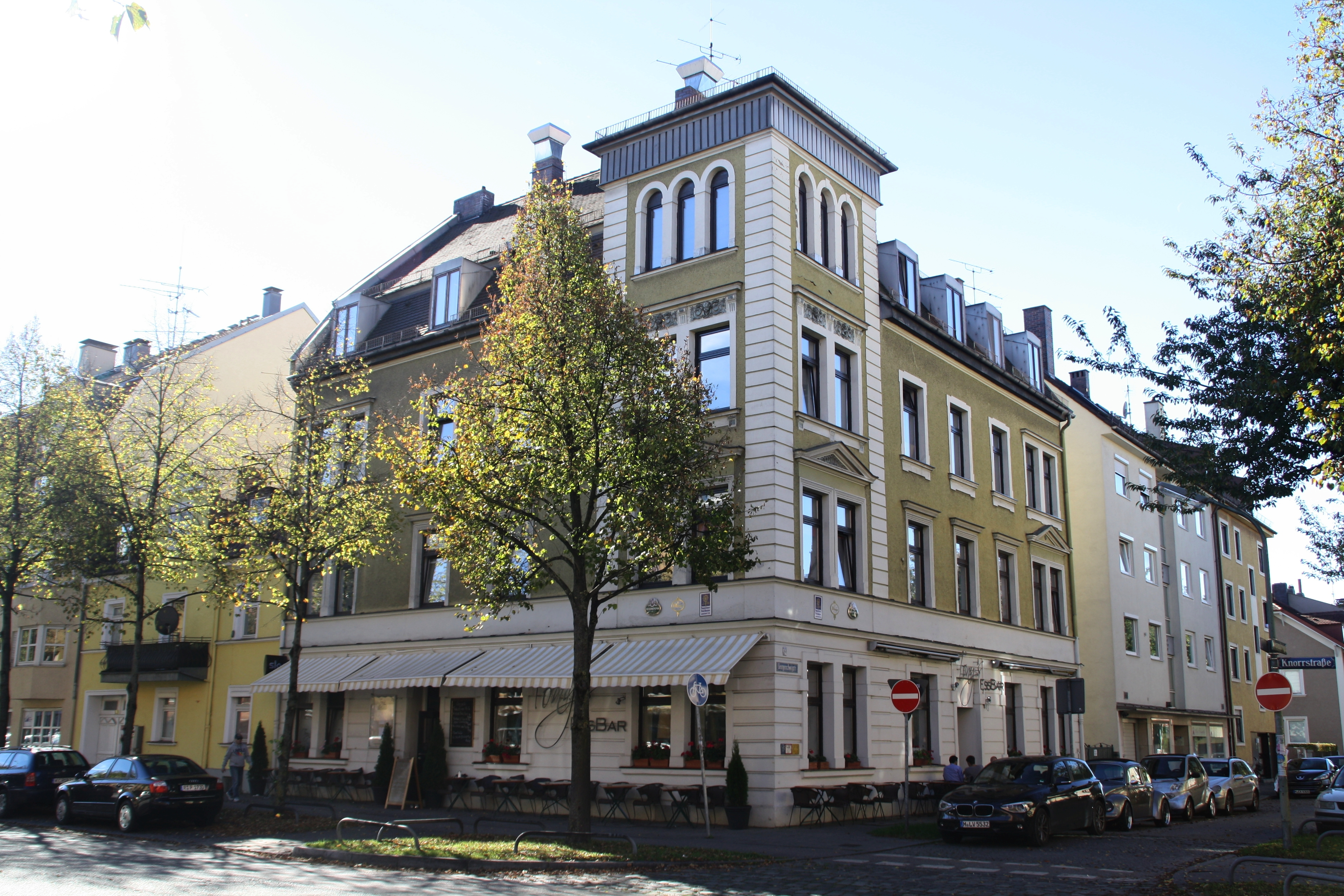
Nr. 42